# 喬明栴
喬明栴（？年—？年），字貝林，號雲鉢，河南归德府永城县人。明末政治人物。

## 生平
天啓四年（1624年）甲子科河南乡试舉人，崇祯四年（1631年）辛未科进士。刑部观政，五年授曲周县知县，十年考察，降补旌德县知县，十一年升户部山西司主事，

## 家族
曾祖崑。祖思文。父未。
弟乔明楷，崇祯六年举人，崇祯十五年（1643年）十一月全家被前保定总兵刘超所屠杀。乔明桢，字蘧林，任獲嘉县训导。季弟喬明樟，字曇林，號雲麓，四岁喪父，母亲梁孺人抚养成人。生性恬雅，读书外别无他好。康熙五年（1666年）丙午科举人，十二年（1673年）癸丑科进士，年四十五，未仕而卒。